# ماسایوکی ساکوی
ماسایوکی ساکوی (انگلیسی: Masayuki Sakoi؛ زادهٔ ۲۹ ژوئن ۱۹۷۴) کارگردان فیلم، و پویانما اهل ژاپن است.